# Susann Rüthrich
Susann Rüthrich (nascida em 21 de julho de 1977) é uma política alemã do Partido Social Democrata (SPD) que actua como membro do Bundestag pelo estado da Saxónia desde 2013.

## Carreira política
Rüthrich tornou-se membro do Bundestag nas eleições federais alemãs de 2013. No parlamento, ela é membro da Comissão de Famílias, Idosos, Mulheres e Juventude.

## Outras atividades
- Agência Federal de Educação Cívica (BPB), membro suplente do Conselho de Curadores (desde 2018)[3]
- Fundação Magnus Hirschfeld, membro do Conselho de Curadores[4]